# Płatny Morderca (film 1991)
Płatny Morderca (ang. This Gun for Hire) – amerykański film kryminalny z 1991 roku w reżyserii Louiego Antonio będący adaptacją powieści Grahama Greene'a pod tym samym tytułem.

## Fabuła
Ravan, płatny morderca, zostaje wynajęty do zabicia gangstera z Nowego Orleanu. Po udanej akcji, Ravan odkrywa, że jego ofiarą był w rzeczywistości wpływowy polityk. Zapobiegliwi pracodawcy podpisali już wyrok śmierci na Ravana, któremu nie pozostaje nic innego, jak ratować się ucieczką. Podczas niej porywa zakładniczkę, tancerkę Annie, narzeczoną prowadzącego śledztwo agenta FBI. Morderca i dziewczyna zaczynają się sobą interesować, lecz ich fascynacja nigdy nie przerodzi się w romans.

## Obsada
- Robert Wagner – Ravan
- Nancy Everhard – Annie
- John Harkins – Boynton
- Patrik Baldauff – Spicer
- John McConnell – porucznik Leoville
- Lenore Banks – pani Acky
- James Borders – policjant
- Dean Cochran – Larry
- Fredric Lehne – Mather
- Joe Warfield – pan Souverain